# Шемонаїхинська міська адміністрація
Шемонаї́хинська міська адміністрація (каз. Шемонаиха қаласы әкімдігі, рос. Шемонаихинская городская администрация) — адміністративна одиниця у складі Шемонаїхинського району Східноказахстанської області Казахстану. Адміністративний центр — місто Шемонаїха.
Населення — 18448 осіб (2021; 19127 у 2009, 19924 у 1999, 23607 у 1989).
Станом на 1989 рік існувала Шемонаїхинська міська рада (місто Шемонаїха, село Березовка). 1998 року село Березовка було передане до складу Усть-Таловської селищної адміністрації.